# Иоанн Калита (бронепоезд)

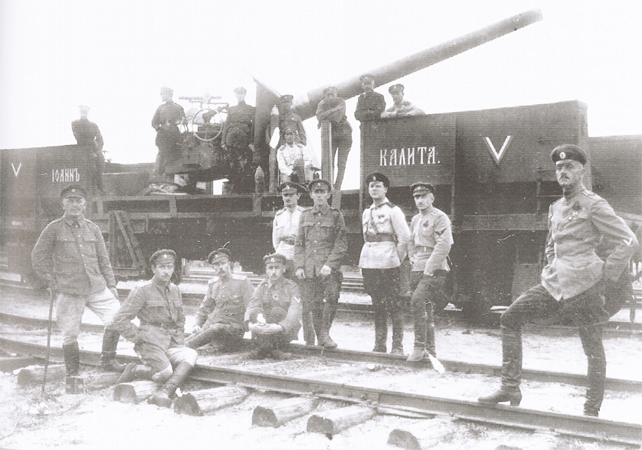
Тяжёлый бронепоезд ВСЮР «Иоанн Калита» по пути на Москву в районе Курска или Белгорода. Август или сентябрь 1919 года, виден шеврон на вагонах.

Бронепо́езд «Иоа́нн Калита́» — тяжёлый бронепоезд Вооруженных сил Юга России (ВСЮР) в 1919—1920 годах. Был назван в честь московского князя XIV века Иоанна Даниловича Калиты.

## Формирование
Сформирован в феврале 1919 года в Екатеринодаре и Новороссийске и вступил в строй в марте того же года. Вместе с лёгкими бронепоездами «Генерал Корнилов» и «Офицер» был зачислен в состав 2-го бронепоездного дивизиона.

## Участие в боях
Весной 1919 года бронепоезд «Иоанн Калита» участвовал в боях в Каменноугольном районе (Донбасс). В июне был переброшен на царицынское направление для содействия штурма войсками ВСЮР Царицына. В первых числах июля был возвращён в Харьков в состав Добровольческой армии, действовал на железнодорожных ветках Харьков—Полтава и Харьков—Лозовая и прикрывал наступление ВСЮР в сторону Полтавы. Затем был переброшен на линию Харьков—Ворожба. С августа содействовал наступлению 1-го Армейского корпуса ВСЮР вдоль железной дороги Харьков—Москва севернее Белгорода, участвовал в штурме Курска. В начале октября вместе с бронепоездом «Офицер» содействовал корниловцам при наступлении на Орёл и штурме города. В октябре 1919 — январе 1920 года отступал вместе с частями Добровольческой армии к Новороссийску.
Исследователь истории бронепоездов И. Дроговоз приводит следующие сведения об одном из эпизодов действий бронепоезда «Иоанн Калита»:

В 1920 году в бою возле станции Бельманка бронепоезд Красной армии разогнал и толкнул в сторону врангелевского тяжёлого бронепоезда «Иоанн Калита», причинявшего много неприятностей большевикам, брандер, набравший при движении под уклон большую скорость.
Командир «Иоанна Калиты», обнаружив приближение брандера, приказал полным ходом отходить назад, к югу. Затем, остановив поезд, в короткий срок подготовил контрольную платформу, и разогнав, отцепил и толкнул её в сторону приближающегося брандера, а сам отошёл дальше на юг.
В результате столкновения с платформой брандер взорвался в 800-х метрах от бронепоезда, который остался невредимым. Пострадало только железнодорожное полотно: после мощнейшего взрыва осталась большая воронка, а рельсы были выворочены на протяжении 200 метров. «Иоанн Калита» уйдя на юг участвовал в последующих боях.

Бронепоезд был оставлен в марте 1920 года у Новороссийска при эвакуации Добровольческой армии.

## Восстановление в Крыму
Тяжёлый бронепоезд «Иоанн Калита» был заново сформирован в Крыму в марте 1920 года на базе 2-й батареи 1-го дивизиона морской тяжёлой артиллерии. Оставлен при эвакуации Керчи 1 ноября 1920 года.

## Командиры
- полковник А. А. Зеленецкий (7 апреля 1919 — октябрь 1919)
- полковник В. З. Кунцевич (октябрь 1919 — март 1920)
- капитан В. И. Норенберг (март — ноябрь 1920)